# گارگین یکم خاچادوریان
 bishop
گارگین یکم خاچادوریان کنستانتینوپل (ارمنی: Գարեգին Խաչատուրյան؛ انگلیسی: Karekin I Khachadourian of Constantinople؛ زاده ۶ نوامبر ۱۸۸۰ – درگذشته ۲۲ ژوئیهٔ ۱۹۶۱) پاتریارک ارمنی‌تبار اهل ترکیه بود. که از تاریخ ۱۹۵۱ تا تاریخ ۱۹۶۱ سمت پاتریارک ارمنیان کنستانتینوپل را برعهده داشت.

## زندگی‌نامه
وی در ۶ نوامبر ۱۸۸۰ در ترابزون به دنیا آمد . . وی در ۲۲ ژوئیهٔ ۱۹۶۱ در سن ۸۰ سالگی در استانبول درگذشت و در آرامستان ارامنه شیشلی به خاک سپرده شد.